# Великобурлуцький район
Великобурлу́цький райо́н — колишній район України, розташований у північно-східній частині Харківської області з центром у смт Великий Бурлук. Район утворено в 1923 році, коли в Україні проводилася адміністративно-територіальна реформа, ліквідовано 2020 року шляхом включення до Куп'янського району. Населення становить 21 373 осіб (на 1 жовтня 2019 року).

## Географія
На півночі та північному сході Великобурлуцький район межує з Волоконівським та Валуйським районами Бєлгородської області Російської Федерації, на сході та південному сході із Дворічанським, на півдні — з Куп'янським та Шевченківським, на заході — з Печенізьким та Вовчанським районами Харківської області. Протяжність державного кордону з Російською Федерацією — 38 км.
Площа району — 1220,8 км² (3,9 % від загальної площі Харківської області).
У районі два селища міського типу: Великий Бурлук (районний центр) та Приколотне, а також 78 сільських населених пунктів. На території району функціонують 2 селищні та 16 сільських рад.

### Гідрографія
Річки району належать до групи малих річок і відносяться до басейну Дону.
Річки району:
| Назва           | Куди впадає       | Загальна довжина |
| --------------- | ----------------- | ---------------- |
| Великий Бурлук  | Сіверський Донець | 93 км            |
| Гнилиця         | Сіверський Донець | 31 км            |
| Верхня Дворічна | Оскіл             | 32 км            |
| Плотва          | Вовча             | 32 км            |

Більшість річок району влітку майже зовсім пересихає. Швидкість течії дуже повільна (1-0,4 м/сек.). Основне живлення річок снігове та дощове. Взимку і посушливого літа важливу роль у живленні відіграють ґрунтові води.

## Історія
Історія Великобурлуцького краю сягає в далеке минуле, в сиву давнину первіснообщинного ладу. Саме до того часу належать перші сліди існування людини у цьому краї.
У 70-х роках XX століття харківські археологи провели розкопки на берегах річки Великий Бурлук. Їм вдалося виявити сліди поселень племен так званої зрубної культури (ІІ—початок І тис. до н. е.).
Археологи Харківського університету на чолі з доктором історичних наук, професором Борисом Шрамком провели роботу і нарахували у Великобурлуцькому районі 134 стародавні кургани, під насипами яких влаштовано захоронення епохи бронзи. Усе це сліди життя на території району.
1919 року в маєтку колишніх поміщиків Донець-Захаржевських-Задонських у Великому Бурлуці (це приміщення збереглося до наших днів) полковник Добровольчої армії Алі Ізенбек знайшов Велесову книгу — набір із 35 дерев'яних дощечок, на яких йдеться про те, проти яких кочових племен вели боротьбу наші далекі предки, їх заняття, побут, релігійні вірування. Згодом виявилось, що Велесова книга є підробкою, створеною в XIX або XX столітті.
У другій половині XVII ст. відбулося заселення краю теперішньої Великобурлуччини.
У 1672 році 390 козацьких сімей на чолі з отаманом Скиданом прибули з Правобережної України і оселилися за дозволом Чугуївського воєводи біля річки Великий Бурлук. Заснували слободу Великий Бурлук недалеко від Бурлуцької сторожі, яка була укріпленим пунктом для захисту південних земель Російської держави від нападу татар. Щодо назви слободи, теперішнього селища Великий Бурлук, є декілька версій.
По-перше, існують припущення, що назва походить від двох тюркських основ бор та лук. Складний двохосновний іменник бурлук означає осад брудної води. Є й інша версія, що назва слободи походить від назви річки Бурлук. Ця, певне, найімовірніша версія, бо за течією річки Бурлук виник цілий ряд сіл, в основу назви яких покладено слово бурлук.

### Особливість району
Особливістю Великобурлуцького району є бабаки. Колись вони заселяли майже всю Степову зону України до самого Чорного моря. У XVII столітті хутро бабаків активно вивозили в Польщу та Крим, а звідти в інші країни. У XIX столітті, коли степи стали розорювати під сільськогосподарські культури, бабаків змусили дуже потіснитись, і вони почали швидко зникати. У ХХ столітті бабак опинився на межі вимирання. Першою спробою врятувати популяцію було створення Велико-Бурлуцького бабакового заповідника, що проіснував з 1937 по 1951 рік. І тільки завдяки тому, що в районі багато балок та ярів, непридатних для використання в сільському господарстві, бабаки зберегли свій вид.
На території району створено два загальнодержавні заказники з колоніями бабаків — Бурлуцький та Катеринівський — площею 853 га. Тепер у цілому в районі налічується близько 21 тис. цих рідкісних звірків, занесених до Червоної книги.
У 1996 році частина бабаків була переселена до заповідника Асканія Нова.
За останні роки в наших заказниках бабаків відловлено і переселено для розмноження в Полтавську, Донецьку, Миколаївську, Херсонську та Одеську області.

### Друга світова війна
Наприкінці травня — початку червня 1942 року війна докотилася до Великобурлуцького району. 10—14 червня 1942 року німецьке командування проводило операцію під назвою «Вільгельм», ставилося завдання оволодіти рубежем по лівому березі річки Великий Бурлук.
За час кровопролитних боїв загинуло багато радянських бійців, котрі були поховані на місці їх загибелі.
15-16 червня 1942 року в районі сіл Вільхуватка та Зарубинка вели бої з німецькими загарбниками бійці 6-ї окремої танкової бригади під командуванням майора Хопка С. А.
За два дні важких боїв радянські танкісти, артилеристи та піхотинці знищили 120 танків противника, багато іншої техніки і живої сили ворога. У цих боях бійці 6-ї окремої танкової бригади завдали тяжкої поразки німецькій танковій дивізії СС «Мертва голова».
26 червня 1942 року було окуповано німецькими військами село Катеринівка. У боях за село брали участь бійці 24-го кавалерійського полку.
У червні 1942 року село Середній Бурлук було одним із проміжних рубежів оборони 9-ї Гвардійської стрілецької дивізії під командуванням генерал-майора Бєлобородова, яка входила до складу 38-ї армії Південно-Західного фронту.
До кінця червня 1942 року територія району була повністю окупована.
Вигнання нацистів з району почалося у лютому 1943 року 405-м окремим протитанковим полком та 555-м стрілецьким полком, коли закінчилися бої за села Григорівку та Катеринівку. 3 лютого 1943 року німців було вигнано з селища Великий Бурлук, села Хатнє, Шипуватого, а 4 лютого 1943 року радянські війська зайняли села Гогине, Слизневе, Волкове.
Наприкінці лютого 1943 року німці були цілковито вигнані з району.
У вигнанні німців із багатьох населених пунктів, а саме сіл Рублене, Комісарове, Устинівка, Вільхуватка, Приколотне, Гогине, Слизневе, Андріївка брали участь бійці-танкісти 3-ї танкової армії під командуванням генерал-лейтенанта Павла Рибалка.
Селище Приколотне, село Гогине, Слизневе звільняли також бійці 42-го стрілецького полку 180 стрілецької дивізії, яка входила до складу 69-ї армії генерала В. Д. Крючонкіна.
Селище Великий Бурлук звільнили бійці 48-ї Гвардійської і 180 стрілецької дивізій.
У літопис Другої Світової війни вписані імена 2096 воїнів, які віддали своє життя в боях за Великобурлуччину. Пам'ять про них увічнена меморіалом у Великому Бурлуку, братськими могилами у селах району, експозиціями музеїв та музейних куточків шкіл району.
У роки війни 11 тисяч мешканців Великобурлуцького району пішли на фронт, із них: 5,5 тисяч не повернулися додому. За бойові подвиги на фронтах німецько-радянської війни отримали звання Героя Радянського Союзу:
- Антонов Олександр Антонович, с. Середній Бурлук;
- Заболотний Іван Миколайович, с. Шипувате;
- Каліберда Іван Опанасович, смт. Великий Бурлук;
- Кісільов Іван Герасимович, с. Григорівка;
- Ольшанський Костянтин Федорович, смт. Приколотне;
- Проценко Леонід Олексійович, смт. Великий Бурлук;
- Пятихін Іван Гаврилович, с. Попасне;
- Тарасов Лука Федорович, с. Зарубінка;
- Холод Михайло Мефодійович, с. Малий Бурлук;
- Чайка Федір Васильович, смт. Великий Бурлук.

Імена Костянтина Ольшанського, Леоніда Проценка та Михайла Холода навічно занесені до списків особового складу частин, кораблів і військово-навчальних закладів. 

### Російсько-українська війна
З 24 лютого до вересня 2022 року район було окуповано російськими військами під час повномасштабного вторгнення до України.

## Адміністративний устрій
Район адміністративно-територіально поділяється на 2 селищні ради та 16 сільських рад, які об'єднують 83 населених пунктів та підпорядковані Великобурлуцькій районній раді.

### Населені пункти, зняті з обліку
- Вадбольське
- Гусівка
- Кругле

## Населення
Розподіл населення за віком та статтю (2001):
| Стать | Всього | До 15 років | 15-24 | 25-44 | 45-64 | 65-85 | Понад 85 |
| --- | ------ | ----------- | ----- | ----- | ----- | ----- | -------- |
| Чоловіки | 12 926 | 2642        | 1757  | 3842  | 3202  | 1415  | 68       |
| Жінки | 15 356 | 2503        | 1792  | 3835  | 3725  | 3147  | 354      |
| \| Статево-вікова піраміда \| Статево-вікова піраміда \| Статево-вікова піраміда \| \| ----------------------- \| ----------------------- \| ----------------------- \| \| Чоловіки \| Вік \| Жінки \| \| 68 \| 85 + \| 354 \| \| 77 \| 80-84 \| 386 \| \| 289 \| 75-79 \| 966 \| \| 568 \| 70-74 \| 1127 \| \| 481 \| 65-69 \| 668 \| \| 919 \| 60-64 \| 1286 \| \| 484 \| 55-59 \| 603 \| \| 875 \| 50-54 \| 877 \| \| 924 \| 45-49 \| 959 \| \| 999 \| 40-44 \| 983 \| \| 1019 \| 35-39 \| 969 \| \| 942 \| 30-34 \| 903 \| \| 882 \| 25-29 \| 980 \| \| 868 \| 20-24 \| 859 \| \| 889 \| 15-20 \| 933 \| \| 1073 \| 10-14 \| 986 \| \| 862 \| 5-9 \| 834 \| \| 707 \| 0-4 \| 683 \| |        |             |       |       |       |       |          |
| Статево-вікова піраміда |        |             |       |       |       |       |          |
| Чоловіки | Вік    | Жінки       |       |       |       |       |          |
| 68 | 85 +   | 354         |       |       |       |       |          |
| 77 | 80-84  | 386         |       |       |       |       |          |
| 289 | 75-79  | 966         |       |       |       |       |          |
| 568 | 70-74  | 1127        |       |       |       |       |          |
| 481 | 65-69  | 668         |       |       |       |       |          |
| 919 | 60-64  | 1286        |       |       |       |       |          |
| 484 | 55-59  | 603         |       |       |       |       |          |
| 875 | 50-54  | 877         |       |       |       |       |          |
| 924 | 45-49  | 959         |       |       |       |       |          |
| 999 | 40-44  | 983         |       |       |       |       |          |
| 1019 | 35-39  | 969         |       |       |       |       |          |
| 942 | 30-34  | 903         |       |       |       |       |          |
| 882 | 25-29  | 980         |       |       |       |       |          |
| 868 | 20-24  | 859         |       |       |       |       |          |
| 889 | 15-20  | 933         |       |       |       |       |          |
| 1073 | 10-14  | 986         |       |       |       |       |          |
| 862 | 5-9    | 834         |       |       |       |       |          |
| 707 | 0-4    | 683         |       |       |       |       |          |

Населення (станом на 1 січня 2005 року) 26,5 тис. ос. У тому числі:
- міського — 7,1 тис. ос.;
- сільського — 19,4 тис. ос.

Чоловіків — 12,2 тис. ос. (45,8 % від загальної чисельності). Жінок — 14,3 тис. ос., (54,2 % від загальної чисельності). Нині у районі мешкає 8775 пенсіонерів (33,1 % до наявного населення). Із них:
- пенсіонерів за віком — 5202 ос. (59,3 %);
- пенсіонерів за інвалідністю (включаючи військовослужбовців) — 1543 ос. (17,6 %).

Щільність населення у районі — 21,7 ос. на 1 км². Рівень народжуваності (на 1 тис. чоловік населення) — 8,4 ос. Рівень смертності (на 1 тис. чоловік населення) — 21 ос.
Особливістю складу населення району є багатонаціональність. На території району проживають представники 41 національності і народностей.
Національний склад населення:
- українці 19354 ос. (73 %)
- росіяни 6363 ос. (24 %)
- білоруси 185 ос. (0,7 %)
- вірмени 70 ос. (0,3 %)
- азербайджанці 47 ос. (0,2 %)
- грузини 41 ос. (0,15 %)
- молдавани 37 ос. (0,14 %)
- цигани 22 ос. (0,08 %)
- румуни 17 ос. (0,06 %)

а також татари, угорці, поляки, євреї, аварці, німці, осетини та громадяни інших національностей.

## Економіка
У сільському господарстві зайнято більш ніж 60 % від всіх працюючих в сфері матеріального виробництва району. Рослинництво в структурі сільхозвиробництва становить 74 %. Його головні напрями — вирощування зернових та технічних культур. Основними напрямами виробництва в тваринництві є вирощування крупної рогатої худоби м'ясо-молочного напрямку; свинарство та птахівництво.
Площа сільськогосподарських угідь (всіх товаровиробників, включаючи підсобні господарства) — 105 тис. га. Із них:
- ріллі — 83,9 тис. га
- багаторічні насадження — 0,8 тис. га,
- сіножаті — 3,4 тис. га
- пасовища — 16,8 тис. га

Кількість сільськогосподарських підприємств, незалежно від форм власності — 31; фермерських господарств — 23. Обсяг сільськогосподарського виробництва (у порівняльних цінах 2000 р.) — 82,4 млн грн.
Промисловий комплекс району (станом на 1 січня 2005 року). Кількість підприємств — 3 (на самостійному балансі без підприємств малого бізнесу):
- ЗАТ «Приколотнянський олійноекстракційний завод»;
- ВАТ «Великобурлуцький сироробний завод»;
- Великобурлуцький хлібокомбінат.

Обсяг промислового виробництва за 2004 рік (у діючих цінах) 253,8 млн грн.

## Соціальна сфера
Навчальні заклади Великобурлукського району. Загальноосвітні навчально—виховні (всього) — 41, у тому числі:
- школи — 24/3760 учнів;
- дошкільні — 14/440 дітей.

Усього в навчально-виховних закладах району встановлено 116 комп'ютерів, а комп'ютерні класи є в 13 навчальних закладах. До мережі Інтернет підключені 18 навчальних закладів та відділ освіти Великобурлуцької райдержадміністрації.
Медичні установи — 29, у тому числі:
- — лікарняні установи — 2;
- — амбулаторні — 3;
- — ФАПи та ФП — 24.

Заклади культури:
- — бібліотеки — 20;
- — будинки культури, клуби — 27;
- — пам'ятники історії та культури — 54;
- — музеї — 2.

Фізкультура та спорт. Дитячо-юнацькі спортивні школи — 2:
- — ДЮСШ відділу освіти — 676 ос.
- — МГ ДЮСШ «Колос» — 314 ос.

ЗМІ. У районі видається газета «Радянський патріот», співзасновниками якої є районна рада та трудовий колектив редакції. Тираж 1660 примірників. На території району приймаються телеканали: УТ-1, 1+1, «Інтер», а також ОРТ, РТР (Росія).
На території району на цей час діють 7 релігійних громад:
- 4 релігійні громади Української православної церкви;
- 2 релігійні громади Євангельських християн баптистів;
- 1 релігійна громада християн віри Євангельської «Благовість».

## Туризм

### Археологічні пам'ятки
У Великобурлуцькому районі Харківської області на обліку перебуває 39 пам'яток археології.
Поблизу села Гнилиця виявлено поселення пізньої бронзи (І тисячоліття до н. е.) та Салтівської культури (VIII—Х століття н. е.).

### Природні пам'ятки
- Загальнозоологічний заказник загальнодержавного значення «Бурлуцький». Площа 326,0 га. Розташований на ділянці від селища Великий Бурлук до с. Катеринівка. Місце проживання цінного реліктового виду тварин — байбака. Байбак досить крупний звір, довжина його досягає 60 сантиметрів, вагою до 9 кг. У гризуна красиве сірувато-солом'яного кольору з рудим відтінком хутро. Ще триста років тому шкурки байбаків, здобутих на Лівобережній Україні і в Приазовських степах, тисячами вивозили в Польщу і Крим. Але поступово байбак зник. І виною тому — людина, яка винищувала їх заради хутра, смачного м'яса, цілющого жиру.

Зараз на території нашої країни великі поселення байбаків збереглись на території Луганської області і на Харківщині, у Великобурлуцькому районі.
- Загальнозоологічний заказник загальнодержавного значення «Катеринівський». Площа 527,0 га. Розташований на ділянці від с. Катеринівка до с. Рогозянка. Це одне з найстаріших поселень в урочищі «Мізерне» реліктового виду — бабака, який зберігся на цілинних землях яружно-балочної системи.
- Ботанічний заказник місцевого значення «Артільнецький». Площа 167,8 га. Розташований на околицях с. Артільне.
- Ботанічний заказник місцевого значення «Міловський». Площа 38,7 га. Розташований на околицях с. Мілове.
- Ентомологічний заказник місцевого значення «Вовчий яр». Площа 5,0 га. Розташований на ділянці цілинного степу на схилах балки у с. Шипувате. Рослинність подана великою кількістю лікарських і рідких видів рослин. Живуть одинокі бджоли, джмелі, рідксні метелики.
- Ентомологічний заказник місцевого значення «Мерешкувата дача». Площа 2,0 га. Розташований в с. Червона Хвиля у верхівці балки на правому березі р. Великий Бурлук, на крутих схилах якої росте ковила, гіацинт, сон-трава, горицвіт, шавлія. Живе тут приблизно 200 видів і груп корисних комах, які мають цінність для науки і народного господарства.
- Гідрологічний заказник місцевого значення «Малобурлуцький». Площа 50,0 га. Розташований біля сіл Вільхуватка та Малий Бурлук.
- Гідрологічний заказник місцевого значення «Гнилицький». Площа 175,8 га. Розташований біля с. Гнилиця.
- Лісове заповідне урочище місцевого значення «Дігтярне». Площа 179,0 га. Знаходиться у Великобурлуцькому лісництві. Урочище являє собою унікальне поєднання екотипів, які рідко зустрічаються в умовах північної частини степової зони. У водоймищі живе рідкий декоративний вид карася.
- Лісове заповідне урочище місцевого значення «Божкове». Площа 79,0 га. Розташоване у Великобурлуцькому лісництві. Це унікальна для байрачного степу ділянка високопродуктивних насаджень дуба сім'яного і порослого віком понад 80 років. Ділянка є лісо-типологічним еталоном степової зони.
- Ботанічна пам'ятка природи місцевого значення «Неруб». Площа 6,2 га. Знаходиться у Великобурлуцькому лісництві. Насадження дуба червоного — 30 років. У складі насаджень — липа, клен, береза.
- Регіональний ландшафтний парк «Великобурлуцький степ». Площа 2042,6 га. Розташований на території селища Великий Бурлук і сіл Катеринівка, Червона Хвиля, Шипувате, Андріївка, Горяне, Плоске.

### Історичні пам'ятки
У Великобурлуцькому районі Харківської області на обліку перебуває 48 пам'яток історії.

## Персоналії
- Колокольцов Василь Григорович — наприкінці 90-х років XIX століття був обраний головою земської управи Вовчанського повіту, до складу якого входила сучасна Великобурлуччина. В. Г. Колокольцев провів масштабні реформи, перш за все, у сфері повітової освіті та медицині. В будівництво земських шкіл, сільських бібліотек, лікарських дільниць та фельдшерських пунктів він вкладав не тільки земські, але й власні кошти, яки отримував від продажу землі своїх маєтків.
- Ольшанський Костянтин Федорович (народився у 1915 році в сім'ї агронома-буряковода в селі Приколотне Великобурлуцького району) — відважний командир Миколаївського морського десанту 26 березня 1944 року, який мав допомогти радянським військам при штурмі міста. У склад десанту ввійшли лише добровольці.

За дві доби безперервних боїв морські піхотинці старшого лейтенанта К. Ольшанського відбили 18 атак ворога і знищили більш ніж 700 фашистів, 2 танки та 4 гармати. З ольшанців живими залишилося тільки 12 чоловік. Решта на чолі зі своїм командиром загинули. Всім 68 учасникам десанту присвоєно звання Героїв Радянського Союзу.
- Олександра Григорівна Січкарьова — ланкова, у 1947 році досягла рекордного врожаю у своєму радгоспі (41 центнер пшениці з гектару), за що їй було присвоєне звання Героя Соціалістичної Праці. У 1954 році за самовіддану працю, за наполегливість Олександру Січкарьову, великобурлучани обрали депутатом Верховної Ради Української РСР.

Нині Олександра Григорівна мешкає в селі Федорівка Великобурлуцького району.
- Валентин Володимирович Шевченко — головний хірург центральної районної лікарні. Його знала і, без перебільшення, любила вся Великобурлуччина. Він не відмовив у допомозі жодній людині, яка зверталася до нього. Діагноз, встановлений ним, завжди був точним і не потребував перевірки.

Валентин Володимирович говорив мало, але робив дуже багато. Операції, обходи, консультації, поради… Люди вірили хірургу. Через його руки за більш ніж 20-річну роботу пройшли сотні життів. Одних врятував від смерті, інших — від каліцтва та недуги. Звістка про його передчасну смерть (1998 р.) приголомшила Великобурлучан, відгукнулась болем в їх серцях.
- Сім'янцев Валентин Іванович —  військовий, скульптор, автор кількох книг, за фахом інженер-гідротехнік. Військове звання — сотник Армії УНР (підвищений у повоєнні роки).
- Сім'янцев Олекса Іванович — військовий і громадський діяч, вчитель, інженер-гідротехнік; значковий (поручник) полку Чорних запорожців; військове звання — поручник Армії УНР.

## Політика
25 травня 2014 року відбулися Президентські вибори України. У межах Великобурлуцького району було створено 28 виборчих дільниць. Явка на виборах складала — 50,67 % (проголосували 9 360 із 18 471 виборців). Найбільшу кількість голосів отримав Михайло Добкін — 33,86 % (3 169 виборців); Петро Порошенко — 26,11 % (2 444 виборців), Сергій Тігіпко — 10,27 % (961 виборців), Юлія Тимошенко — 8,47 % (793 виборців), Петро Симоненко — 4,90 % (459 виборців). Решта кандидатів набрали меншу кількість голосів. Кількість недійсних або зіпсованих бюлетенів — 2,46 %.